# Celso Porfírio de Araújo Machado
Celso Porfírio de Araújo Machado (Araxá, 15 de fevereiro de 1895 — Belo Horizonte, 13 de setembro de 1974) foi um político brasileiro. Exerceu o mandato de deputado federal constituinte por Minas Gerais em 1934.
Concluiu o curso no Ginásio Diocesano de Pouso Alegre (MG) em 1911 e depois completou a graduação em ciências jurídicas e sociais pela Faculdade de Direito de Belo Horizonte em dezembro de 1916.
Casou-se com Teonila Barreto Mesquita Machado.

## Carreira
Celso trabalhou em diversas áreas, não só como político, mas também como redator e chegou a empreender.
- Delegado de polícia no município de Rio Branco (MG) - 1917 a 1922
- Fundou o jornal O Comércio e foi redator - 1918 a 1921
- Redator do jornal O Rio Branco - 1922
- Tornou-se oficial-de-gabinete do secretário da Agricultura, Daniel de Carvalho - 1922 a 1924
- Deputado Estadual de Minas Gerais - 1924 a 1930
- Vereador em Rio Branco (MG) e presidente da Câmara Municipal - 1927 a 1930
- Foi reeleito deputado estadual - 1930
- Diretor do Minas Jornal - 1930
- Deputado pelo Partido Progressista (PP) de Minas Gerais - outubro de 1933 até maio de 1935.
- Deputado federal  - outubro de 1934 a novembro de 1937
- Procurador da Fazenda Federal, no Rio de Janeiro - 1938 a 1945
- Secretário do Interior e Justiça de Minas Gerais - abril a novembro de 1945
- Deputado à Assembleia Nacional Constituinte pelo Partido Social Democrático (PSD) - dezembro de 1945
- Entrou para a Comissão de Agricultura e Política Rural e a Comissão de Tomada de Contas da Câmara dos Deputados - de 1946 a 1951
- Secretário de Segurança Pública de Minas Gerais - de 1959 a 1961
- Vice-governador de Minas Gerais, eleito indiretamente, no mandato de Rondon Pacheco (1971-1975)[1]
- Diretor da Imprensa Oficial de Minas Gerais.